# Seminario Diocesano Santo Tomás de Aquino (San Cristóbal)

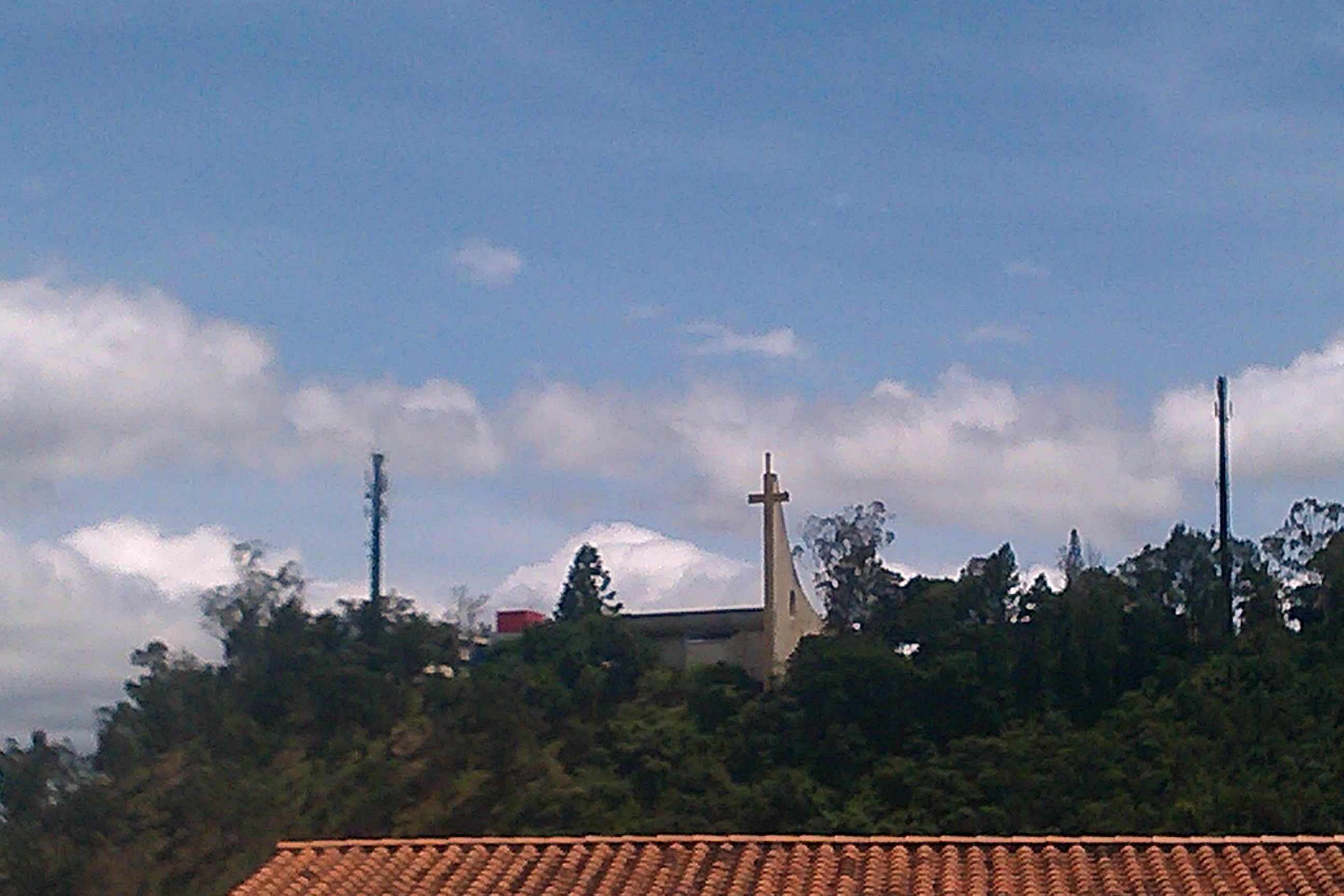
Vista del seminario desde las adyacencias

Seminario Diocesano Santo Tomás de Aquino Es un instituto de formación sacerdotal, ubicado entre las aldeas aledañas de Toico y San Benito, al oeste de Palmira, cabecera del Municipio Guásimos en el estado Táchira, en Venezuela. Es considerado como uno de los seminarios eclesiásticos más importantes del país, al albergar la formación de más de 300 seminaristas al año, siendo el instituto de formación pastoral más importante en el Táchira y en los Andes Venezolanos

## Historia[1]

### Fundadores
El Fundador del Seminario Diocesano Santo Tomás de Aquino  fue Mons. Tomás Antonio Sanmiguel, primer obispo de San Cristóbal, quien al poco tiempo de haber llegado a la nueva Diócesis abre el Seminario, abre el seminario menor.
Mons. Rafael Arias Blanco, segundo obispo de San Cristóbal, funda y abre el Seminario Mayor; la obra es continuada por Mons. Alejandro Fernández Feo, tercer obispo de la diócesis, quien ayudó a la creación del Instituto Universitario Eclesiástico Santo Tomás de Aquino.

### Fecha
Fue fundado el 2 de febrero de 1925. 

### Desarrollo de la fundación
La primera sede del Seminario Menor se dio en las proximidades de la entonces Casa Episcopal. la formación de los seminarista se le confía a los Padres Eudistas.

### Curso Propedéutico
Monseñor Mario Moronta funda el curso propedéutico en una sede aparte en las instalaciones del  Santuario del Santo Cristo de los Milagros de La Grita.

## Sedes
- Seminario Menor, Colinas de Toico, Palmira.
- Propedéutico, sede anexa al  Santuario del Santo Cristo de los Milagros, La Grita.
- Seminario Mayor, Colinas de Toico, Palmira.

## Ciclo formativo
En el Seminario Diocesano Santo Tomás de Aquino se necesita 10 años para recibir la ordenación sacerdotal los cuales se dividen en las siguientes etapas: 
- Propedéutico (1 año)
- Filosofía (3 años)
- Pre-Teologado (1 año) Etapa donde los seminaristas realiza una especie de pasantías en diversas parroquias de la Diócesis de San Cristóbal de Venezuela.
- Teología (4 años)
- Pastoral (1 año) Destinado a una parroquia donde ejercerá su primer encargo de apostolado según lo requiera el Obispo Diocesano.